# Bellewaerde
Koordinaten: 50° 50′ 54″ N, 2° 56′ 44″ O
Bellewaerde (auch Bellewaerde Park) ist ein Tier- und Vergnügungspark, der sich in unmittelbarer Nähe zur belgischen Stadt Ypern befindet, nahe der französischen Grenze. Er wird seit 2006 von der Gruppe Compagnie des Alpes betrieben.

## Geschichte
Bellewaerde ist der älteste Freizeitpark in Belgien. Ursprünglich wurde der Park am 3. Juli 1954 von der Familie Florizoone als reiner Zoo- und Safaripark unter dem Namen „Toeristisch Centrum Bellewaerde“ gegründet. 1969 wurde der Park zum „Safari Bellewaerde“ umbenannt, der von 1971 bis 2013 unter dem Namen „Bellewaerde Park“ weiterbetrieben wurde. Seit 2014 ist nur noch die Bezeichnung „Bellewaerde“ für den Park geläufig.
Der Park liegt auf dem Gebiet des im Ersten Weltkrieg in mehreren Schlachten völlig zerstörten Dorfes Hooge am Ostrand der Gemeinde Ypern. In unmittelbarer Nachbarschaft befinden sich ein britischer Militärfriedhof (Hooge Crater CWGC Cemetery) sowie zwei Museen und ein Denkmal des King’s Royal Rifle Corps.
1991 wurde der Park von der Walibi-Gruppe übernommen. Eine weitere Übernahme erfolgte in dem Jahr 1999 durch die amerikanische Freizeitpark-Kette Six Flags, die 2004 alle europäischen Parks an eine britische Investmentgesellschaft namens Palamon verkauft hat, dazu gehörte auch der Bellewaerde Park. Palamon verkaufte den Park 2006 an die französische Freizeitpark-Kette Grévin & Cie, die den Park noch bis heute betreibt.
Im Mai 2017 kündigte der Betreiber den Bau eines parkeigenen Indoor-Wasserparks im Bellewaerde Park an. Der 3.000 Quadratmeter große Bellewaerde Aquapark wurde im Juli 2019 eröffnet.

## Tierpark
Der Tierpark von Bellewaerde hat sich insbesondere auf exotische Tiere spezialisiert. Über 300 exotische Tiere können aus nächster Nähe von den Besuchern im Park bewundert werden. Dazu gehören Tiere wie: Flamingos, Kamerunschafe, Pelikane, Elefanten, Lemuren, Giraffen, Tiger, Bisons, Löwen, Papageien, Zwartbles, Waschbären, Zebras und viele weitere Tiere. Dazu bietet der Park auch regelmäßig Tiervorführungen an.

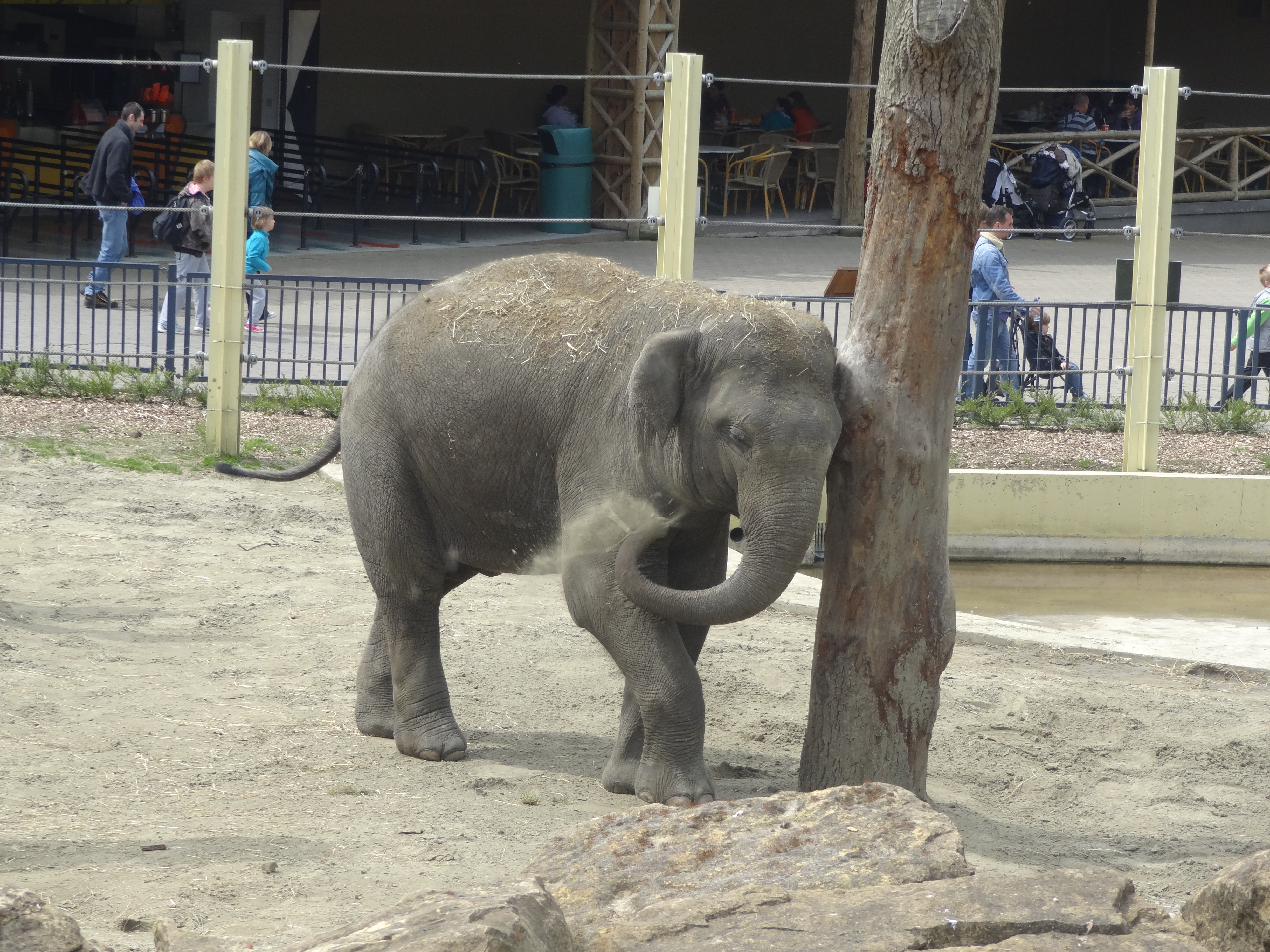
Elefanten
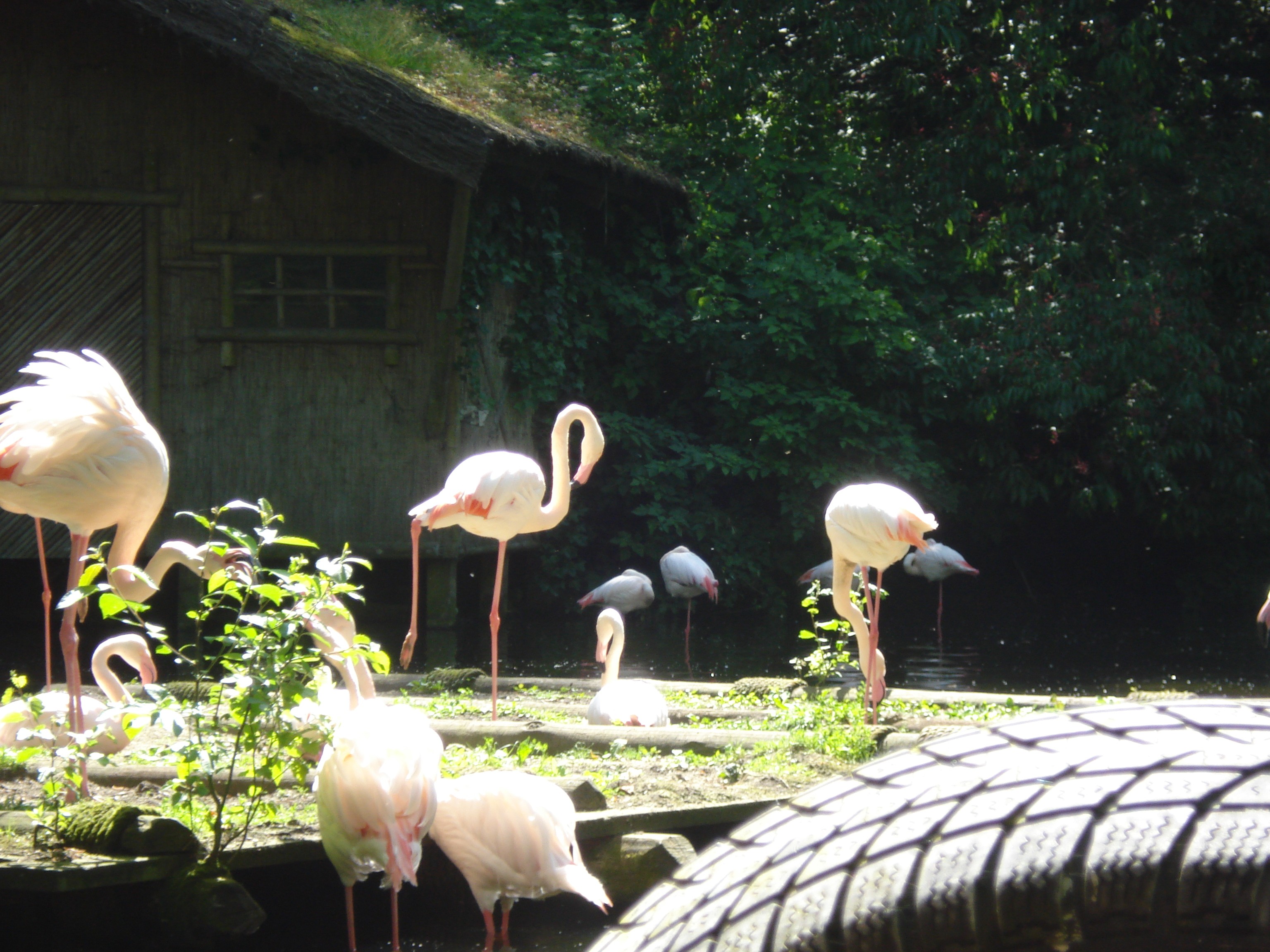
Flamingos
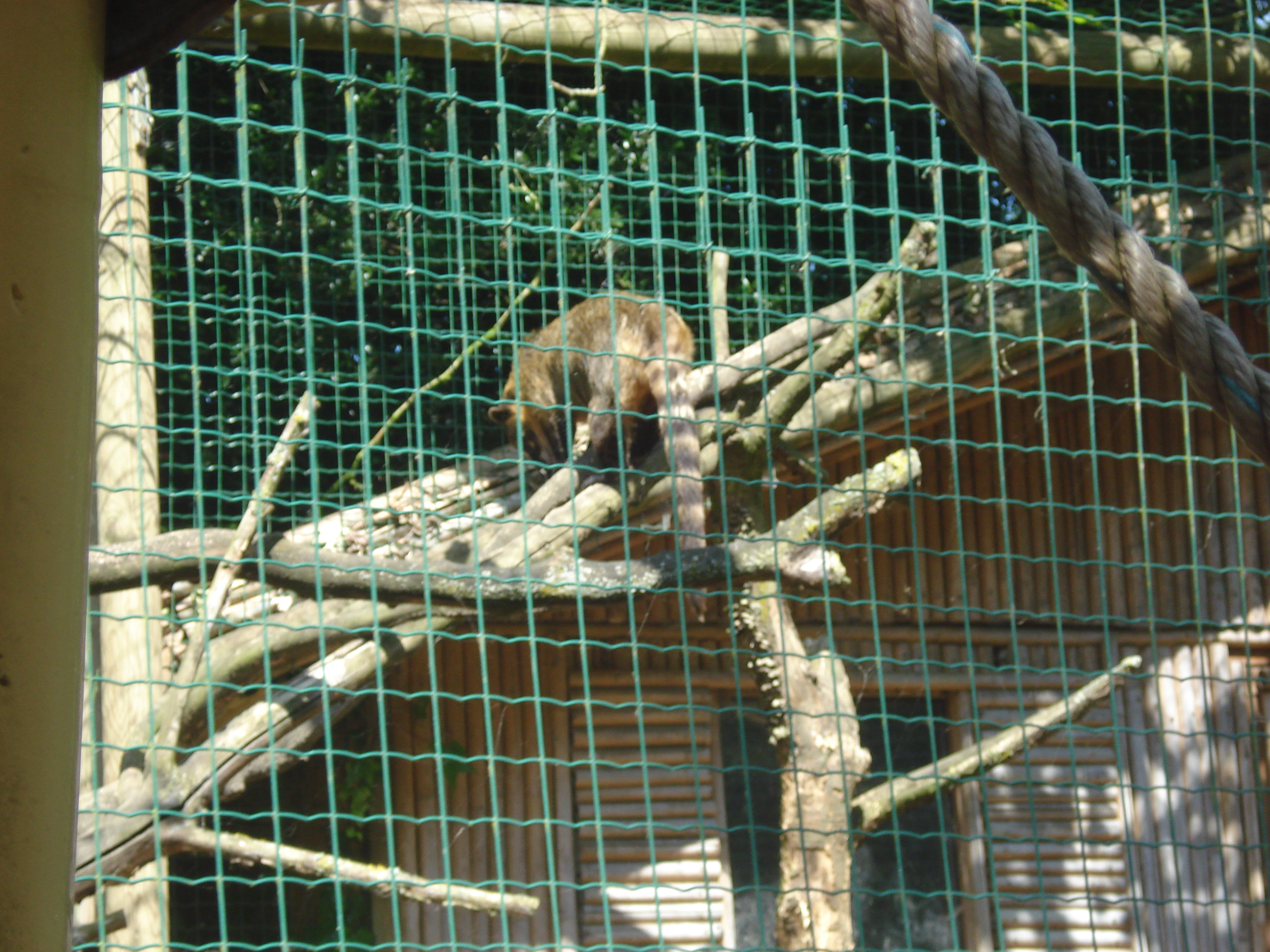
Nasenbären
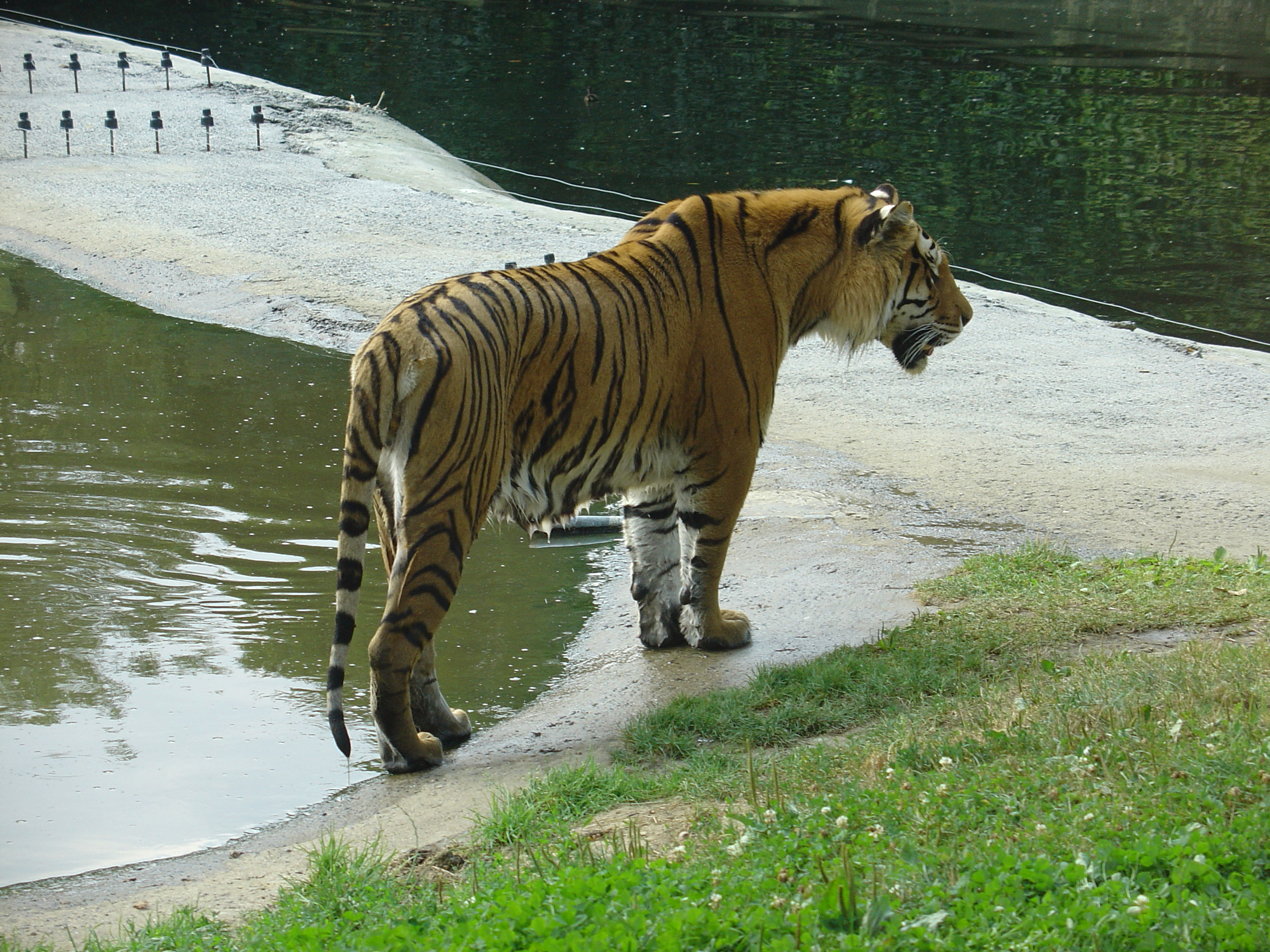
Tiger
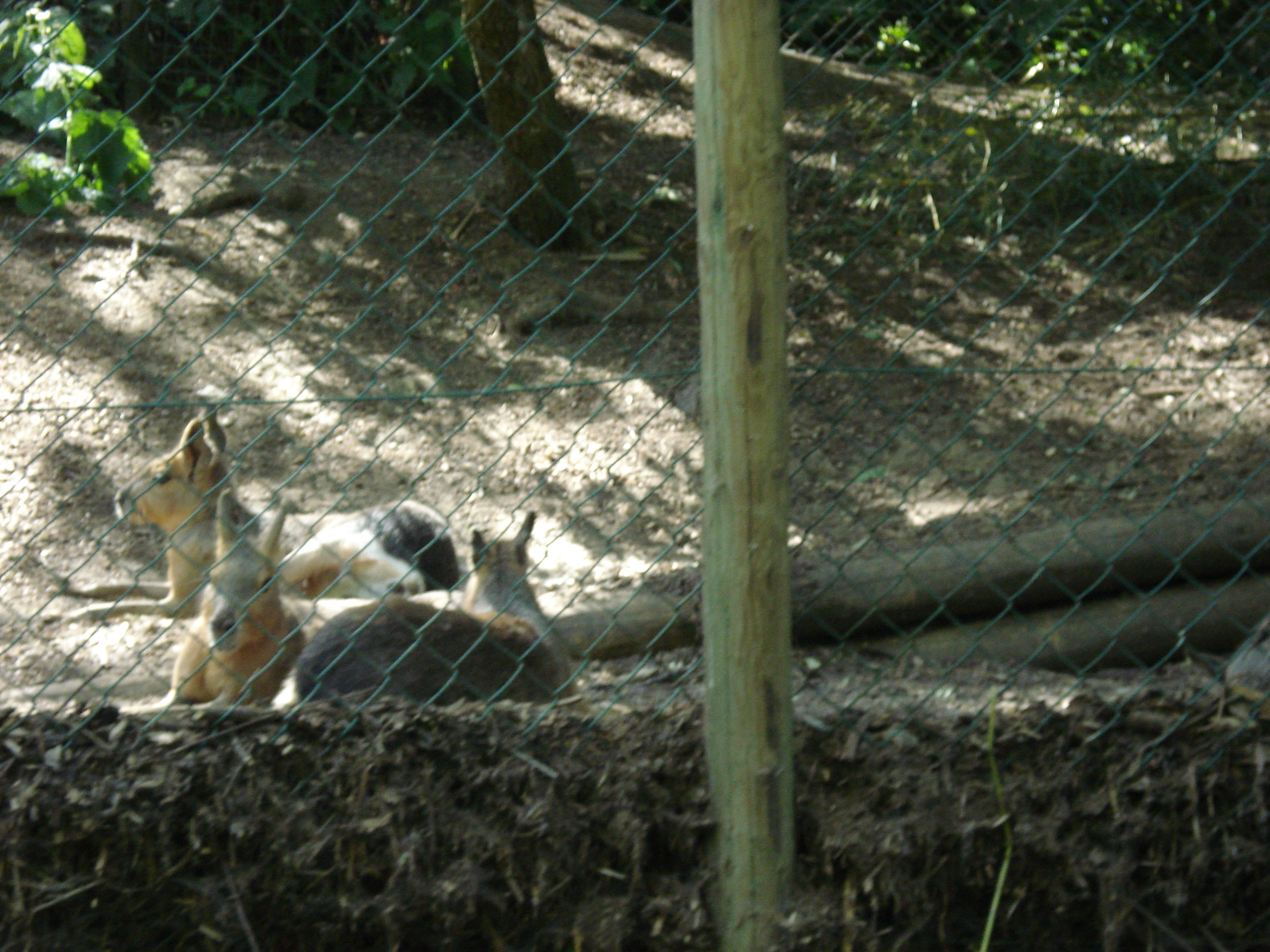
Maras
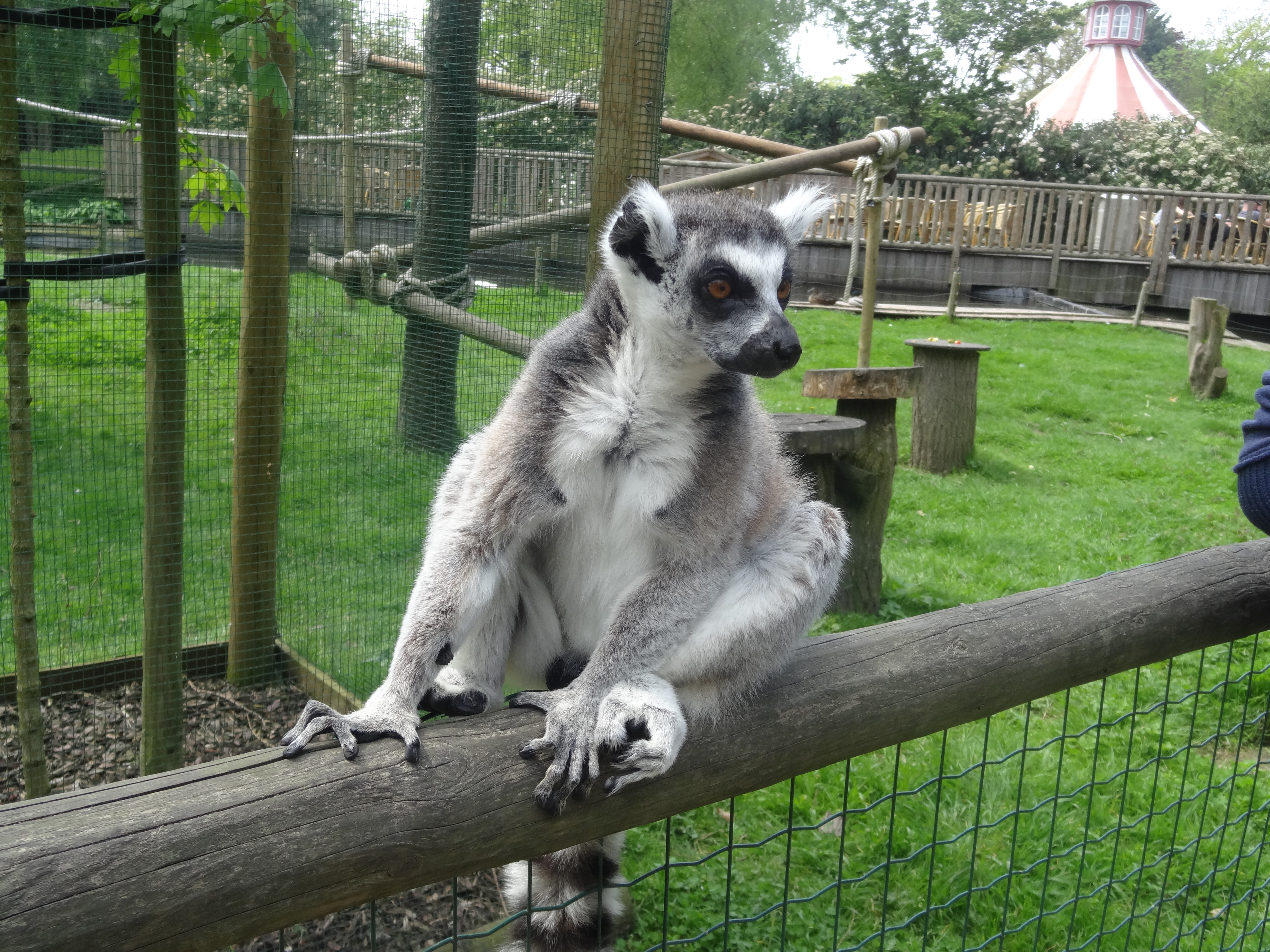
Lemuren
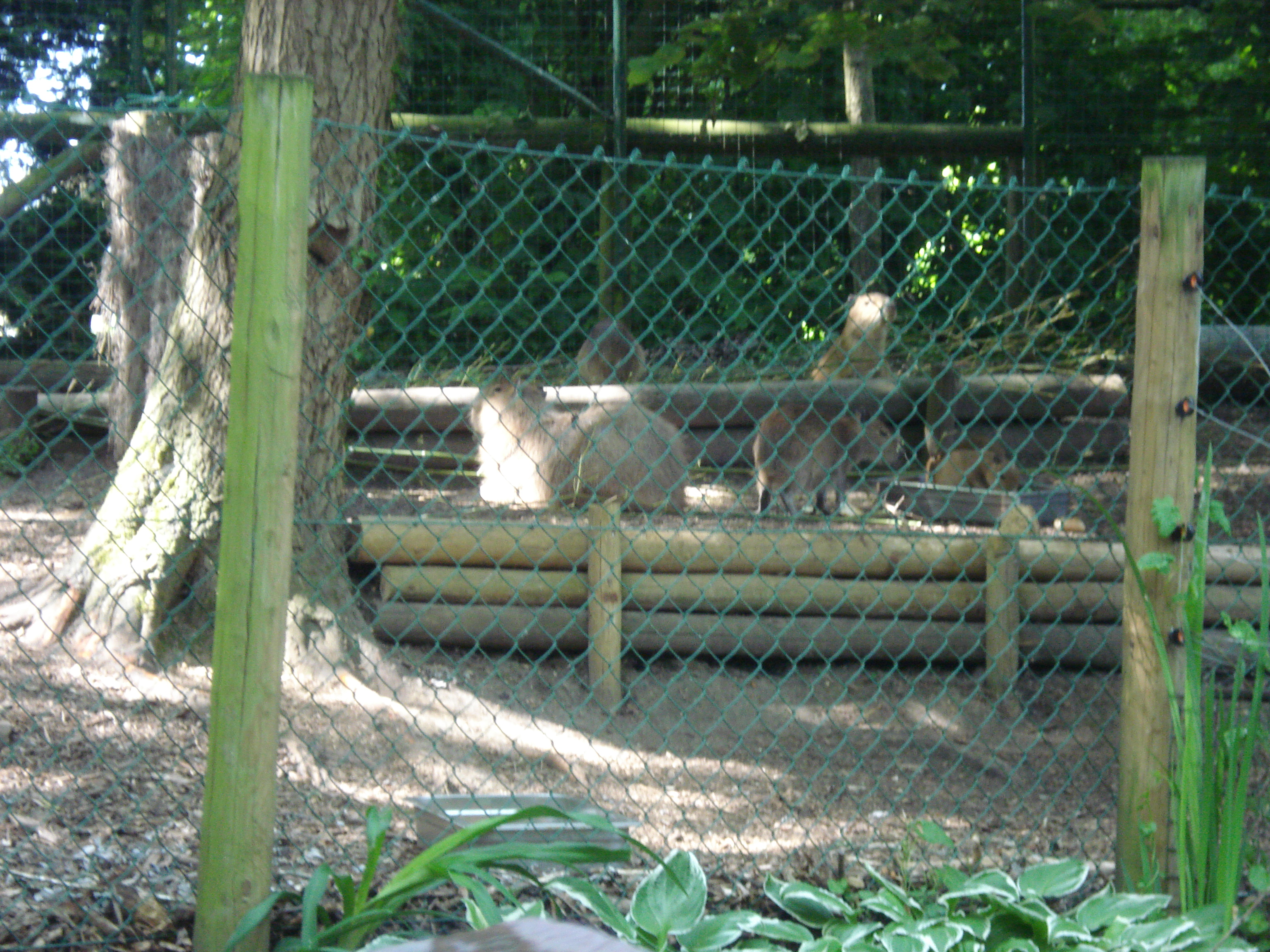
Wasserschweine
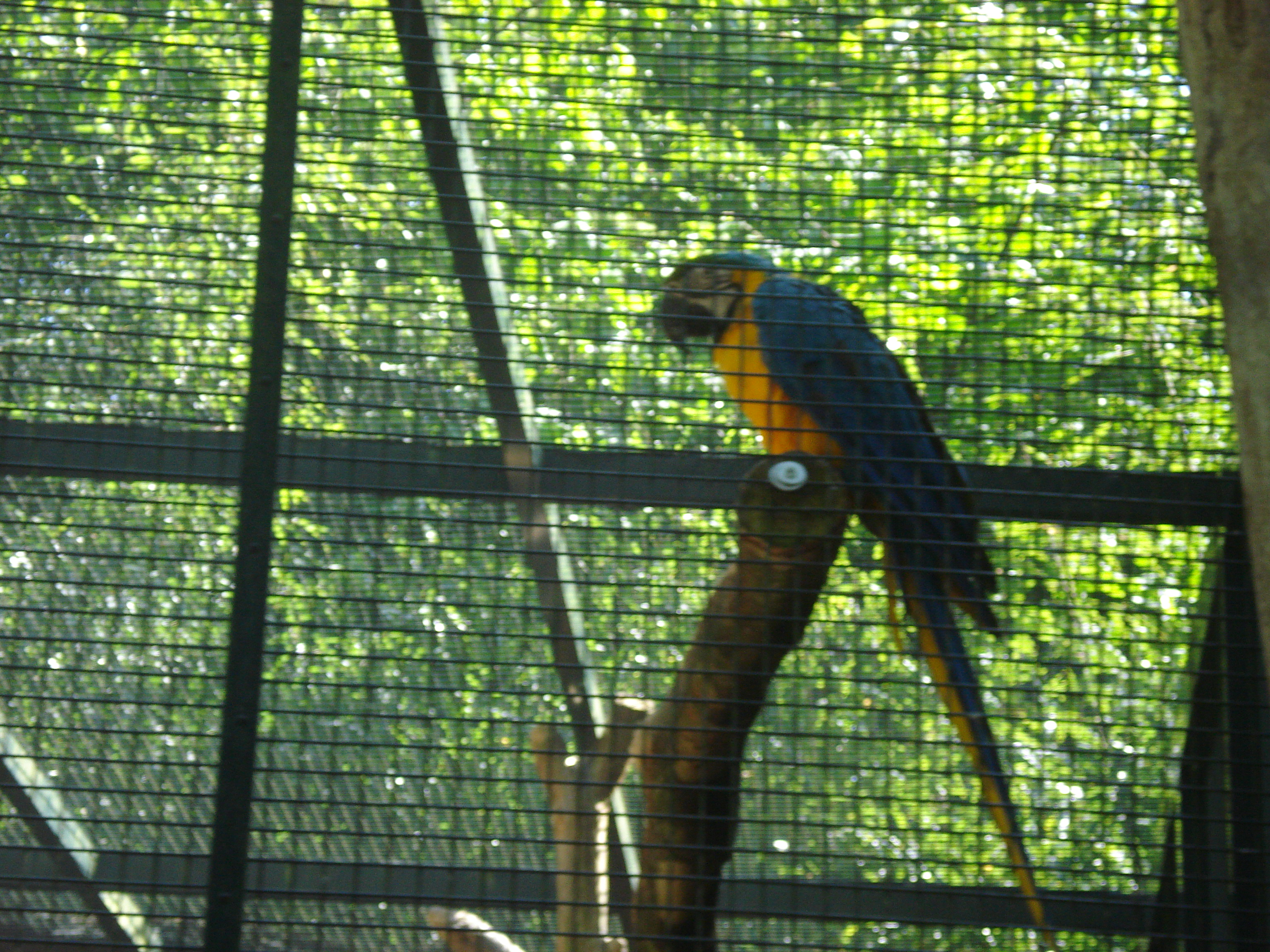
Gelbbrustaras

## Freizeitpark
Der Freizeitpark von Bellewaerde bietet insgesamt 27 Fahrattraktionen an, davon sind fünf Achterbahnen, fünf Wasserattraktionen und ein Darkride im Park zu finden.

### Achterbahnen
| Name              | Typ                                             | Hersteller                 | Eröffnet |
| ----------------- | ----------------------------------------------- | -------------------------- | -------- |
| Boomerang         | Shuttle Coaster                                 | Vekoma                     | 1984     |
| Brazilian Buggies | Familienachterbahn                              | Zamperla                   | 2024     |
| Dawson Duel       | Duelling-Alpine-Coaster                         | Wiegand                    | 2017     |
| Huracan           | Dark Ride, Dunkelachterbahn, Familienachterbahn | Zierer Rides               | 2013     |
| Wakala            | Familienachterbahn                              | Gerstlauer Amusement Rides | 2020     |

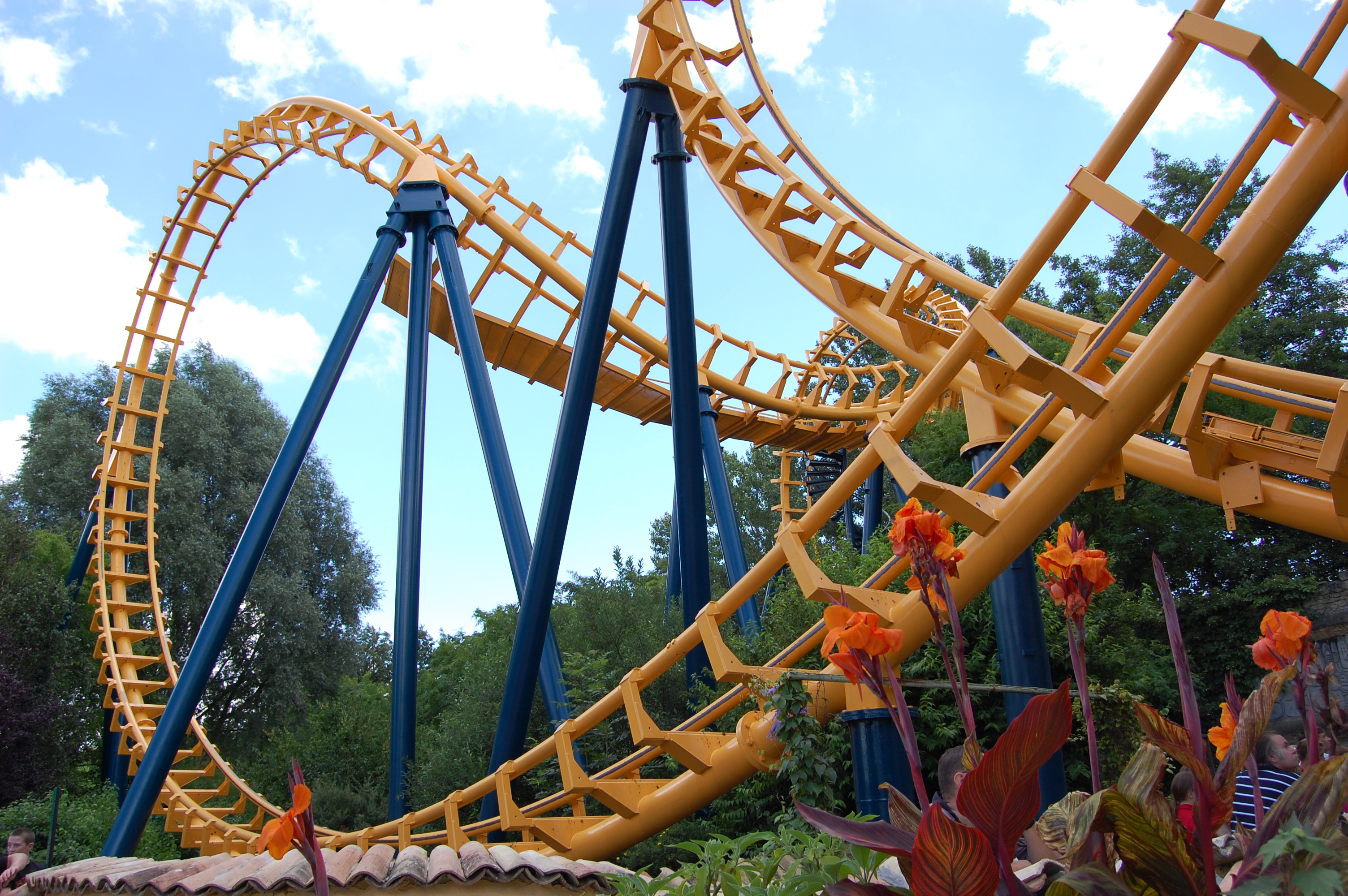
Boomerang

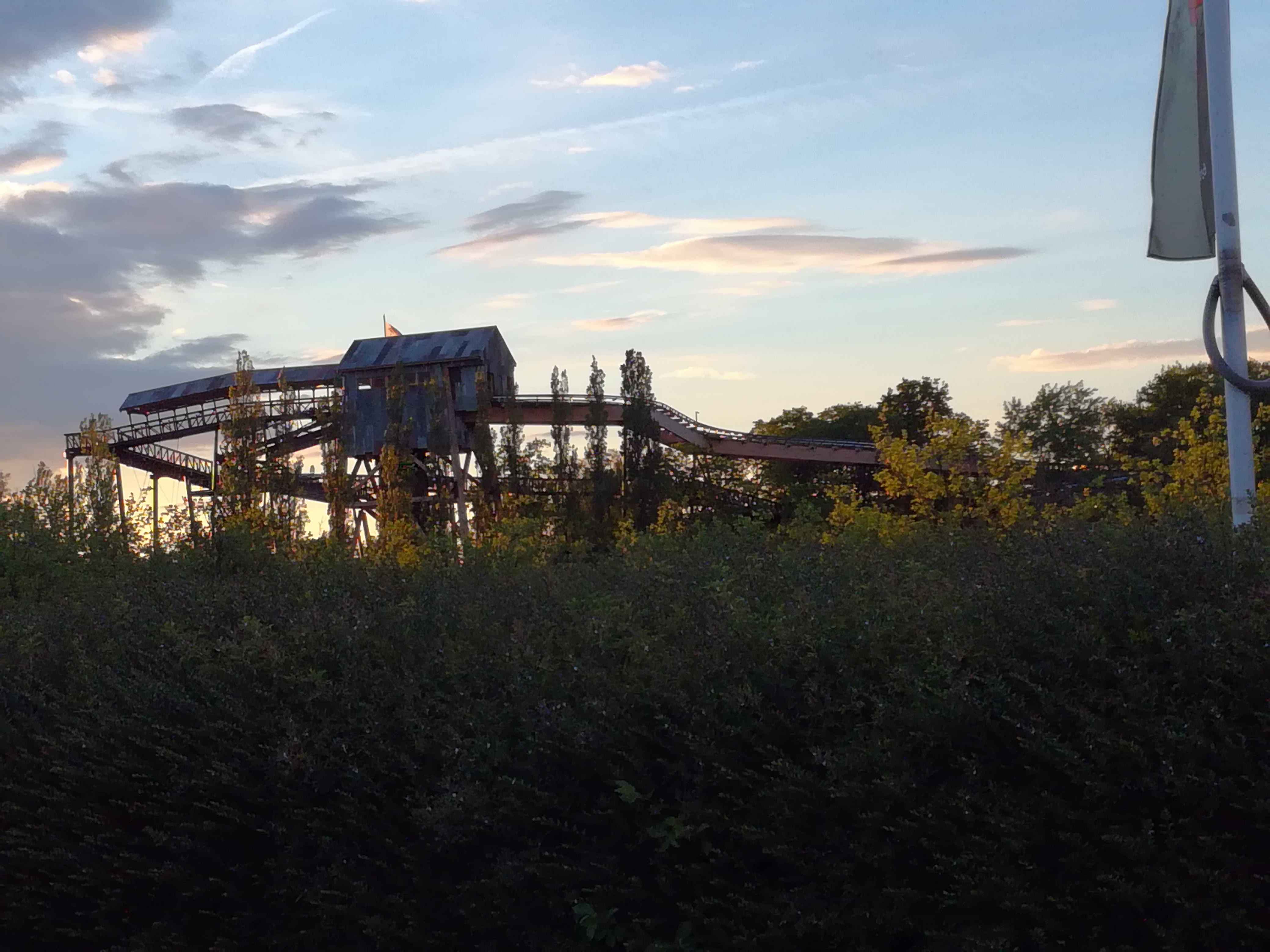
Dawson Duel

Von 1981 bis 2022 befand sich mit Keverbaan außerdem eine Familienachterbahn des Herstellers Zierer Rides im Park.

### Wasserattraktionen

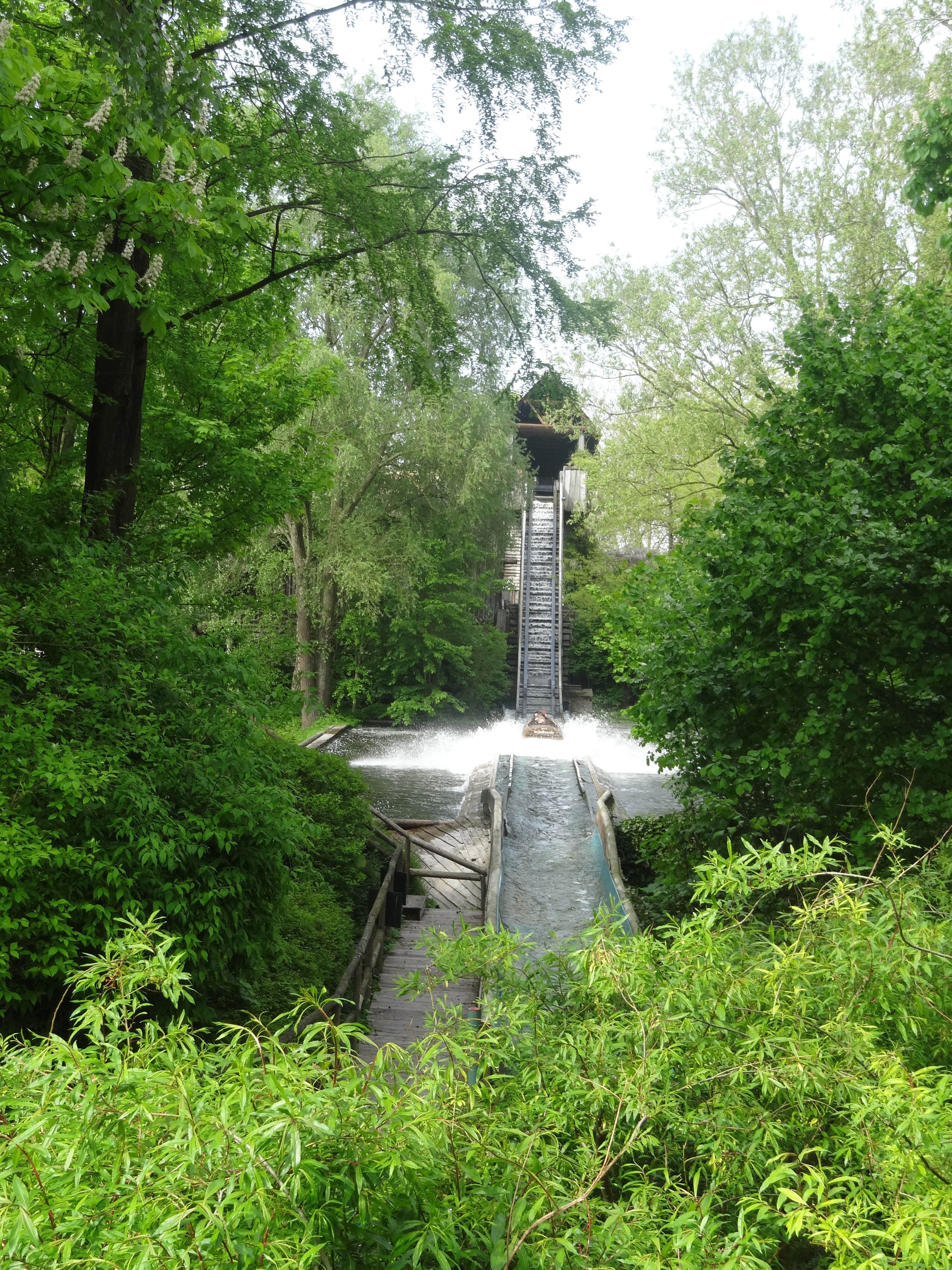
Rio Do Café

| Name               | Typ                  | Hersteller | Eröffnet |
| ------------------ | -------------------- | ---------- | -------- |
| Bengal Rapid River | Rapid River          | Vekoma     | 1988     |
| Big Chute          | Hara Kiri Raft Slide | Van Egdom  | 1989     |
| Jungle Mission     | Floßfahrt            | Intamin    | 1978     |
| Niagara            | Spillwater           | Interlink  | 1995     |
| Rio Do Café        | Wildwasserbahn       | Reverchon  | 1980     |

### Weitere Attraktionen

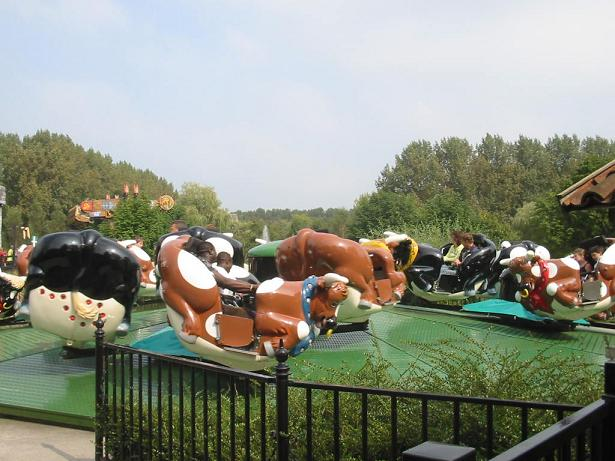
El Toro

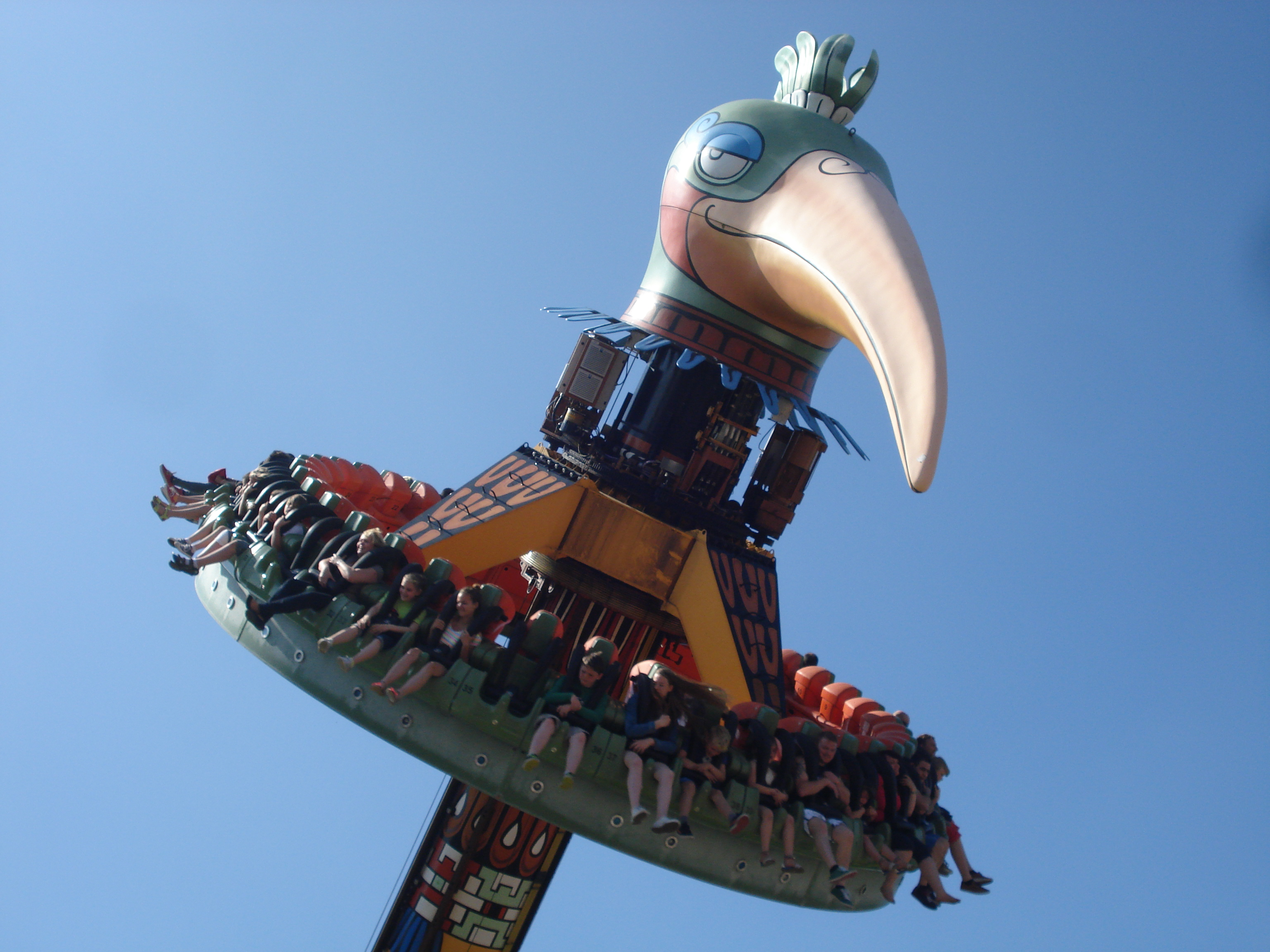
El Volador

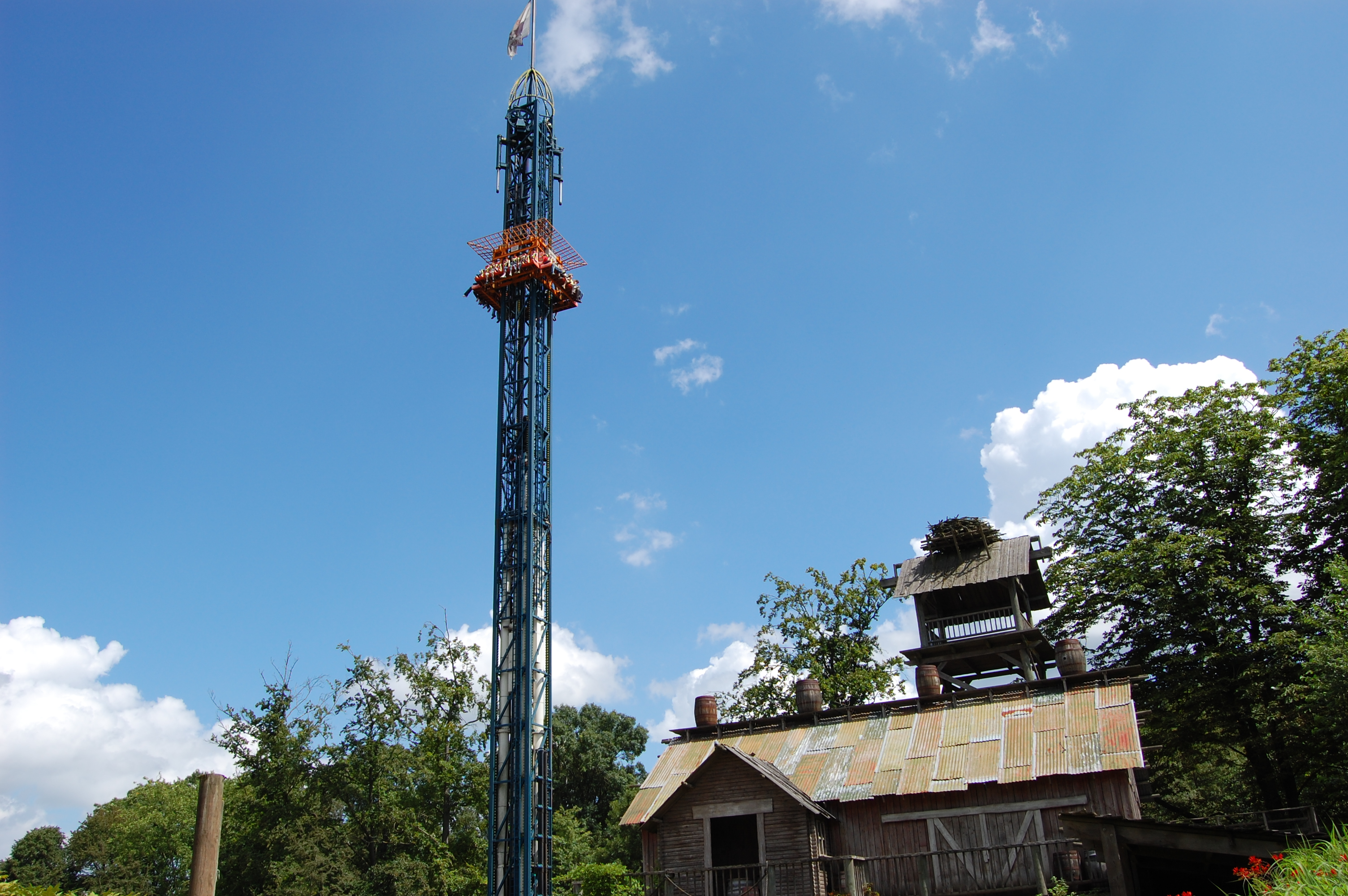
Screaming Eagle

| Name                 | Typ                | Hersteller    | Eröffnet |
| -------------------- | ------------------ | ------------- | -------- |
| 4D Cinema            | 4D-Kino            | 3DBA          | 2006     |
| Bengal Express       | Safari-Rundfahrt   | Space Leisure | 1972     |
| Carrousel            | Nostalgiekarussell |               | 1983     |
| Coffee Cups          | Kaffeetassenfahrt  | Mack Rides    | 1989     |
| Dansende Ballonnen   | Balloon Race       | Zamperla      | 2002     |
| El Toro              | Breakdance 3       | Huss Rides    | 2006     |
| El Volador           | Topple Tower       | Huss Rides    | 2005     |
| Exprestrein          | Parkeisenbahn      | Zamperla      | 2002     |
| Flying Carrousel     | Wellenflieger      | Zierer Rides  | 1999     |
| Gekke Koets          | Fliegender Teppich | Zamperla      | 2002     |
| Het Huis Van Houdini | Mad House          | Vekoma        | 1999     |
| Kikker               | Jumpin' Star       | Zamperla      | 2002     |
| Minirad              | Mini-Riesenrad     | Zamperla      | 2002     |
| Peter Pan            | Berg- und Talbahn  | Mack Rides    | 1989     |
| Pirate Boat          | Pirate Boat        | Huss Rides    | 1987     |
| Screaming Eagle      | Shot'n Drop        | Huss Rides    | 1999     |
| Tuff-Tuff            | Rundfahrt          | Zamperla      | 2002     |
| Vlinders             | Roter Baron        | Zamperla      | 2002     |
| Hampi                | Nebulaz            | Zamperla      | 2023     |
| Psssht Station       | Barnyard           | Zamperla      | 2023     |

### Ehemalige Attraktionen
| Name          | Hersteller              | Eröffnung | Schließung |
| ------------- | ----------------------- | --------- | ---------- |
| Dancing Queen | Frank Hrubetz & Company | 1989      | 2004       |
| Enterprise    | Huss Rides              | 1981      | 1986       |
| Los Piratas   | Mack Rides              | 1991      | 2012       |
| Monorail      | Mahieu                  | 1983      | 2007       |
| Octopus       | Carrouselbouw Holland   | 1987      | 2007       |
| Oldtimers     | Metallbau Emmeln        | 1981      | 2009       |
| Keverbaan     | Zierer                  | 1981      | 2022       |